# NGC 1003
NGC 1003 je galaksija u zviježđu Perzej.

## Vanjske poveznice
- SEDS: NGC 1003